# Alfred Bäck
Alfred Bäck (* 21. November 1903 in Saalfelden, Land Salzburg, Österreich; † 3. November 1974 in Salzburg) war ein österreichischer sozialdemokratischer Politiker und Bürgermeister der Landeshauptstadt Salzburg.

## Kindheit und Beruf
Bäck wurde als Sohn der in Graden (damals Gemeinde Piber) wohnhaften Josefine Bäck geboren und war auch in dem steirischen Ort heimatberechtigt. Seine Kindheit verbrachte er jedoch gänzlich bei seiner Großmutter in Saalfelden. Als seine Mutter 1913 Karl Peter Menzel, den damaligen Pächter des Sternbräus in Salzburg ehelichte, übersiedelte Alfred Bäck in die Landeshauptstadt, besuchte dort bis zur 6. Klasse das Gymnasium und begann danach sein Berufsleben als Arbeiter beim Torfstich.
Nach seinem Militärdienst bei den Pionieren (1922–1927) arbeitete er von 1927 bis 1937 als einfacher Angestellter bei der Salzburger Volkskreditbank. 1932 heiratete er die aus einer Eisenbahnerfamilie stammende Theresia Flachberger (1905–2003). Als die Volkskreditbank in Konkurs ging, wechselte er zur Salzburger Sparkasse und übernahm im Jahr 1940 die Leitung der Sparkassenfiliale in der Rainerstraße. In den letzten Kriegsjahren 1944/45 war er als Frontsoldat in Italien. Nach seiner Rückkehr aus dem Zweiten Weltkrieg wurde er 1945 Direktoriumsmitglied und ab 1954 leitender Direktor der Salzburger Sparkasse.

## Politik
Als überzeugter Sozialist trat Alfred Bäck bereits am 1. Januar 1923 der Sozialdemokratischen Arbeiterpartei Deutsch-Österreichs bei. Von 1946 bis 1970 gehörte er als Repräsentant der Sozialdemokratischen Partei bzw. deren Nachfolger SPÖ dem Gemeinderat der Landeshauptstadt und von 1954 bis 1964 als Abgeordneter dem Salzburger Landtag an. Von 1952 bis 1957 als Finanzstadtrat und von 1957 bis 1970 als Bürgermeister der Stadt Salzburg sorgte er für eine gesunde Finanzpolitik der Landeshauptstadt und ermöglichte damit die Verwirklichung großer Vorhaben, darunter die Errichtung zahlreicher kommunaler Wohnbauten wie jener des ersten Hochhauses in Lehen und der Siedlung in Taxham, die die mehr als 150 Flüchtlingsbaracken und Behelfsheime aus der Nachkriegszeit ablösten. Dazu kamen Neu-, Um- und Ausbauten, die zur Steigerung der Lebensqualität der Bevölkerung nach den Kriegsschäden beitrugen, wie neue Kindergärten und Schulen, das Paracelsus-Kurhaus (1958), Haus der Natur (1959), Großes (1960) und Kleines Festspielhaus (1963), Untersberg-Seilbahn (1961), Leopoldskroner Freibad (1964) und der Neubau der Lehener Brücke (1967).
Weitere Höhepunkte seiner Amtszeit als Bürgermeister waren die 1964 eingegangene Städtepartnerschaft Salzburgs mit der französischen Stadt Reims, die Wiedereröffnung des Salzburger Museums Carolino Augusteum 1967 und die Fertigstellung der Salzach-Sohlstufe im Jahr 1968, die durch das Hochwasser von 1959 notwendig geworden war.
Am 28. September 1970 trat Alfred Bäck aus privaten Gründen vom Amt des Bürgermeisters zurück. Nach seinem Ableben am 3. November 1974 wurde der bei den Bürgern beliebte und geschätzte Altbürgermeister in einem Ehrengrab auf dem Salzburger Kommunalfriedhof beigesetzt.

## Anerkennungen
Alfred Bäck war Inhaber zahlreicher nationaler, internationaler und kirchlicher Auszeichnungen. 1957 wurde er zum Kommerzialrat ernannt. 1962 erhielt er das Große Goldene Ehrenzeichen für Verdienste um die Republik Österreich. Am 21. November 1968 ernannte ihn die Stadt Salzburg zum Ehrenbürger. Seit 1983 sind nach ihm die Alfred-Bäck-Schule im Stadtteil Taxham und die Alfred-Bäck-Straße in Maxglan benannt.

## Schriften
- mit Felix Slavik: Zur Finanzierung der österreichischen Gemeinwirtschaft (= Schriftenreihe des Österreichischen Forschungsinstitutes für Sparkassenwesen. Jg. 4, H. 1, 1964, ISSN 0472-5859). Sparkassenverlag, Wien 1964.